# Māris Urtāns
Māris Urtāns (Riga, 9 febbraio 1981) è un pesista e discobolo lettone.
Ha un primato personale di 21,63 m; nel 2010 ha gareggiato anche per la società Sport Club Catania A.S.D..

## Palmarès
| Anno | Manifestazione    | Sede              | Evento           | Risultato      | Misura  | Note |
| ---- | ----------------- | ----------------- | ---------------- | -------------- | ------- | ---- |
| 1999 | Europei juniores  | Riga              | Lancio del disco | 9º             | 47,05 m |      |
| 2000 | Mondiali juniores | Santiago del Cile | Lancio del disco | 14º            | 50,63 m |      |
| 2005 | Universiadi       | Smirne            | Getto del peso   | 9º             | 18,07 m |      |
| 2007 | Mondiali          | Osaka             | Getto del peso   | 24º (q)        | 19,17 m |      |
| 2007 | Universiadi       | Bangkok           | Getto del peso   | Argento        | 19,38 m |      |
| 2008 | Olimpiadi         | Pechino           | Getto del peso   | 25º            | 19,57 m |      |
| 2009 | Universiadi       | Belgrado          | Getto del peso   | 5º             | 19,09 m |      |
| 2009 | Mondiali          | Berlino           | Getto del peso   | 14º (q)        | 19,89 m |      |
| 2010 | Mondiali indoor   | Doha              | Getto del peso   | 13º            | 19,97 m |      |
| 2010 | Europei           | Barcellona        | Getto del peso   | Bronzo         | 20,72 m |      |
| 2011 | Europei indoor    | Parigi            | Getto del peso   | 12º            | 19,32 m |      |
| 2012 | Europei           | Helsinki          | Getto del peso   | 15º            | 19,25 m |      |
| 2012 | Olimpiadi         | Londra            | Getto del peso   | 27º            | 19,13 m |      |
| 2014 | Europei           | Zurigo            | Getto del peso   | 23º (q)        | 18,35 m |      |
| 2015 | Europei indoor    | Praga             | Getto del peso   | Qualificazione | nm      |      |

## Altre competizioni internazionali
2014
- Argento al Riga Cup 2014 ( Riga), getto del peso - 19,52 m
- Bronzo agli Europei a squadre (Second League) ( Riga), getto del peso - 19,76 m

2015
- 7º agli Europei a squadre (First League) ( Candia), getto del peso - 17,82 m

2017
- 5º agli Europei a squadre (Second League) ( Tel Aviv), getto del peso - 17,88 m